# Samson Wiklund
Samson Wiklund, född 16 september 1982, ursprungligen från Uppsala, är en svensk TV-spelsjournalist och radioprogramledare.
Samson Wiklund hörs i radioprogrammet P3 Spel, där han gör inslaget Samson Wiklunds episka guide till spelhistorien, han är dessutom programledare för P3 Spels egna podcast Add on. Wiklund var mellan 2011 och 2013 spelskribent och redaktör på nätmedien Svampriket.se.
I juli 2009 startade Wiklund podcasten Retroresan tillsammans med spelentusiasten Anders Brunlöf med temat retrospel. Podcasten slutade sändas i juli 2012.